# Діно да Коста
Діно да Коста (італ. Dino da Costa, 1 серпня 1931, Ріо-де-Жанейро — 10 листопада 2020, Верона) — бразильський футболіст, нападник, після переїзду до Італії прийняв італійське громадянство і провів один матч за національну збірну Італії. Найкращий бомбардир чемпіонату Італії 1956/57. Діно — один з найкращих нападників в історії «Роми» і був наділений потужним ударом. З командою став володарем Кубка ярмарків.

## Клубна кар'єра
Перш ніж стати футболістом, Діно збирався стати священиком, але після розмови зі своїм духівником Доном Аугусто, майбутнім єпископом Терезіни, Діно вибрав кар'єру футболіста. Він став виступати за «Ботафогу», де дебютував в основному складі в 1948 році, граючи разом з Нілтоном Сантосом і Гаррінчею. У 1948 році він виграв Лігу Каріоку.
У 1955 році Діно разом із Луїсом Вінісіо перейшов в італійську «Рому», будучи поміченим під час європейського турне «Ботафого». Легкості переходу Діно сприяли коріння футболіста: він народився в сім'ї «оріунді», вихідців з Італії. Діно дебютував в італійському чемпіонаті 18 вересня 1955 року, в матчі з «Віченцею», в якій «джалороссі» перемогли 4:1. В Ромі да Коста провів 149 матчів у чемпіонаті, забивши 71 гол і 10 матчів у Кубку Італії з 5-ма забитими м'ячами, а також 3 голи в 4-х матчах у Кубку ярмарків. У сезоні 1956/57 Діно став найкращим бомбардиром італійського чемпіонату з 22 голами.

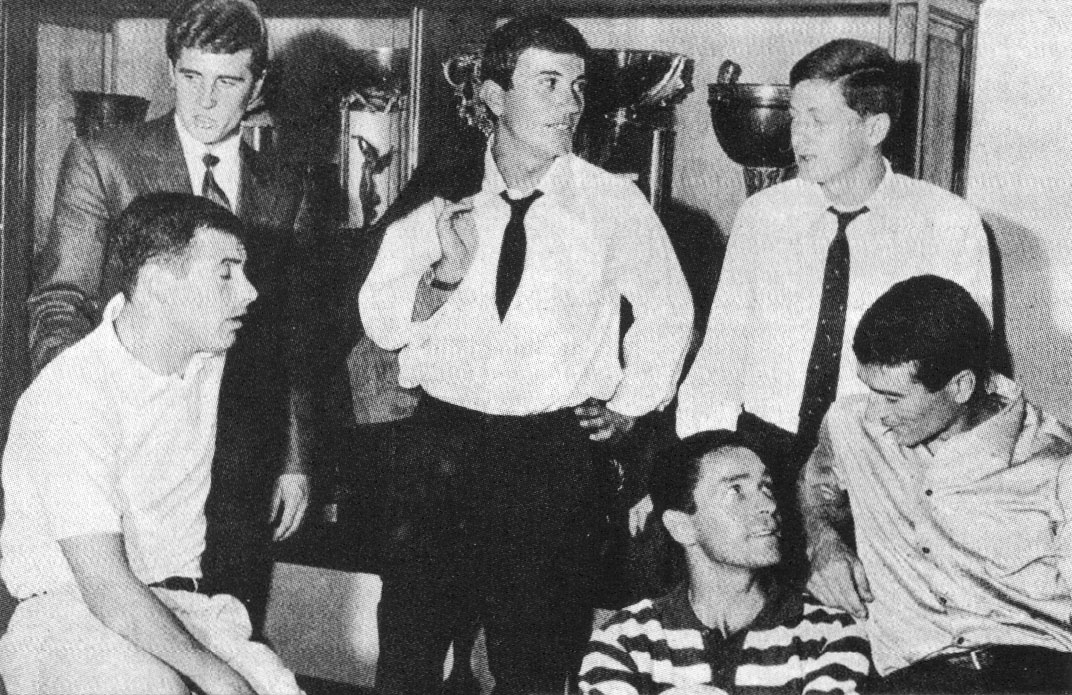
Діно да Коста з партнерами по «Ювентусу» у липні 1963 року.

У 1960 році Діно на правах оренди виступав за «Фіорентину», але не дуже вдало — всього 8 м'ячів у 30 матчах. Тим не менш за цей сезон 1960/61 він з клубом став переможцем Кубка Італії та володарем Кубка Кубків УЄФА. Потім Діно ненадовго повернувся в «Рому», а в листопаді 1961 року перейшов в «Аталанту», вигравши у сезоні 1962/63 ще один Кубок Італії.
У 1963 році Діно був придбаний «Ювентусом» як резервний гравець на заміну основним форвардам команди, але завдяки непоганій грі, один з трьох проведених у складі «старої синьйори» сезонів Діно провів у ролі основного форварда команди. Всього в «Юве» Діно зіграв 70 матчів (51 в серії A, 4 в кубку Італії і 15 в єврокубках) і забив 12 м'ячів (11 в чемпіонаті і 1 в кубку Італії). З туринським клубом він виграв третій і останній у своїй кар'єрі національний кубок. Останній матч у чорно-білій футболці «Ювентуса» Діно провів у матчі на Кубок Альп, де «Ювентус» був розгромлений швейцарською «Лозанною».
У 1966 році Діно перейшов в клуб Серії B — «Верона», а закінчував кар'єру в клубі Серії С «Асколі», де був граючим тренером.

## Виступи за збірну
Завдяки своєму статусу «оріунді», Діно міг виступати у складі національної збірної Італії. Він провів у команді лише один матч, який відбувся 15 вересня 1958 року, в ньому Італії протистояла збірна Північної Ірландії. «Скуадра Адзурра» в тому матчі зазнала поразки з рахунком 1:2, остаточно втративши шанси на поїздку на чемпіонат світу 1958, а єдиний гол за італійців забив Діно. Цей невихід став першим для італійської збірної в історії турніру, а також єдиним аж до розіграшу 2018 року. Через це значна частина гравців більше за збірну не грали, в тому числі і да Коста.

## Кар'єра тренера
Розпочав тренерську кар'єру, ще продовжуючи грати на полі, 1967 року, очоливши тренерський штаб клубу «Асколі».
В 1969 році працював з юнацькою командою «Ювентуса», після чого очолював нижчолігові клуби «Ісернія», «Сакрофано» та «Фабріано».
В кінці тренерської кар'єри працював з юнацькими командами «Верони», «Беллуно» та «Лонгароне», в якому Діно да Коста працював з молодіжною командою до 1991 року.

## Статистика виступів

### Статистика клубних виступів
| Сезон                | Команда              | Чемпіонат            | Чемпіонат | Чемпіонат | Інші турніри | Інші турніри | Інші турніри | Усього | Усього |
| Сезон                | Команда              | Турнір               | Ігор      | Голів     | Турнір       | Ігор         | Голів        | Ігор   | Голів  |
| -------------------- | -------------------- | -------------------- | --------- | --------- | ------------ | ------------ | ------------ | ------ | ------ |
| 1951                 | «Ботафогу»           | ЛК                   |           | 0         |              |              |              |        |        |
| 1952                 | «Ботафогу»           | ЛК                   |           | 3         | Р/СП         |              | 2            |        |        |
| 1953                 | «Ботафогу»           | ЛК                   |           | 9         | Р/СП         |              | 6            |        |        |
| 1954                 | «Ботафогу»           | ЛК                   | 26        | 24        | Р/СП         |              | 7            |        |        |
| 1955                 | «Ботафогу»           | ЛК                   |           | 0         | Р/СП         |              | 7            |        |        |
| Усього за «Ботафого» | Усього за «Ботафого» | Усього за «Ботафого» | 51        | 36        |              |              | 22           | 174    | 137    |
| 1955–56              | «Рома»               | A                    | 34        | 12        |              |              |              |        |        |
| 1956–57              | «Рома»               | A                    | 33        | 22        |              |              |              |        |        |
| 1957–58              | «Рома»               | A                    | 33        | 19        | КІ           |              | 4            |        |        |
| 1958–59              | «Рома»               | A                    | 27        | 15        |              |              |              |        |        |
| 1959–60              | «Рома»               | A                    | 17        | 2         | КІ           |              | 1            |        |        |
| 1960–61              | «Фіорентина»         | A                    | 30        | 7         | КІ КВК       |              | 3 1          |        | 11     |
| 1961–62              | «Рома»               | A                    | 5         | 1         |              |              |              |        |        |
| Усього за «Рому»     | Усього за «Рому»     | Усього за «Рому»     | 149       | 71        |              |              | 5            | 163    | 79     |
| 1961–62              | «Аталанта»           | A                    | 19        | 6         |              |              |              |        |        |
| 1962–63              | «Аталанта»           | A                    | 33        | 12        | КІ           |              | 3            |        |        |
| Усього за «Аталанту» | Усього за «Аталанту» | Усього за «Аталанту» | 52        | 18        |              |              | 3            |        |        |
| 1963–64              | «Ювентус»            | A                    | 12        | 3         |              |              |              |        |        |
| 1964–65              | «Ювентус»            | A                    | 31        | 6         | КЯ           |              | 1            |        |        |
| 1965–66              | «Ювентус»            | A                    | 8         | 2         |              |              |              |        |        |
| Усього за «Ювентус»  | Усього за «Ювентус»  | Усього за «Ювентус»  | 51        | 11        |              |              | 1            | 70     | 12     |
| 1966–67              | «Верона»             | B                    | 31        | 5         |              |              |              | 33     | 5      |
| 1967–68              | «Асколі»             | C                    | 10        | 0         |              |              |              |        |        |
| Усього за кар'єру    | Усього за кар'єру    | Усього за кар'єру    | 374       | 148       |              |              | 35           |        |        |

## Титули і досягнення

### Командні
- Володар Кубка Італії (3):

«Фіорентина»: 1960–61
«Аталанта»: 1962–63
«Ювентус»: 1964–65
- Володар Кубка Кубків УЄФА (1):

«Фіорентина»: 1960–61
- Володар Кубка ярмарків (1):

«Рома»: 1960–61

### Особисті
- Найкращий бомбардир чемпіонату штату Ріо-де-Жанейро: 1954 (24 голи)
- Найкращий бомбардир Серії A: 1956–1957 (22 голи)